# Saint-Coutant-le-Grand
Saint-Coutant-le-Grand is een gemeente in het Franse departement Charente-Maritime (regio Nouvelle-Aquitaine) en telt 309 inwoners (2005). De plaats maakt deel uit van het arrondissement Rochefort.

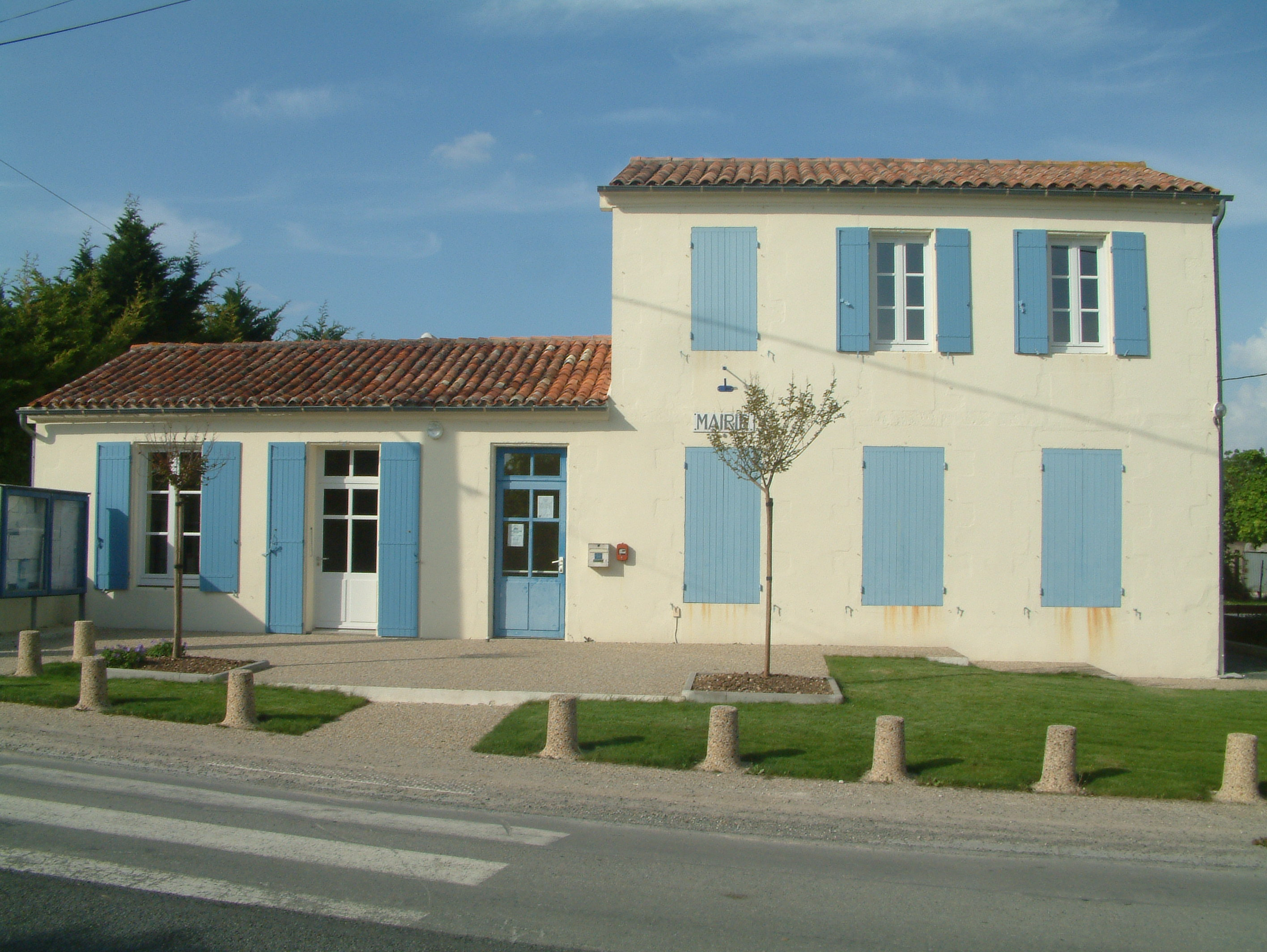
Gemeentehuis
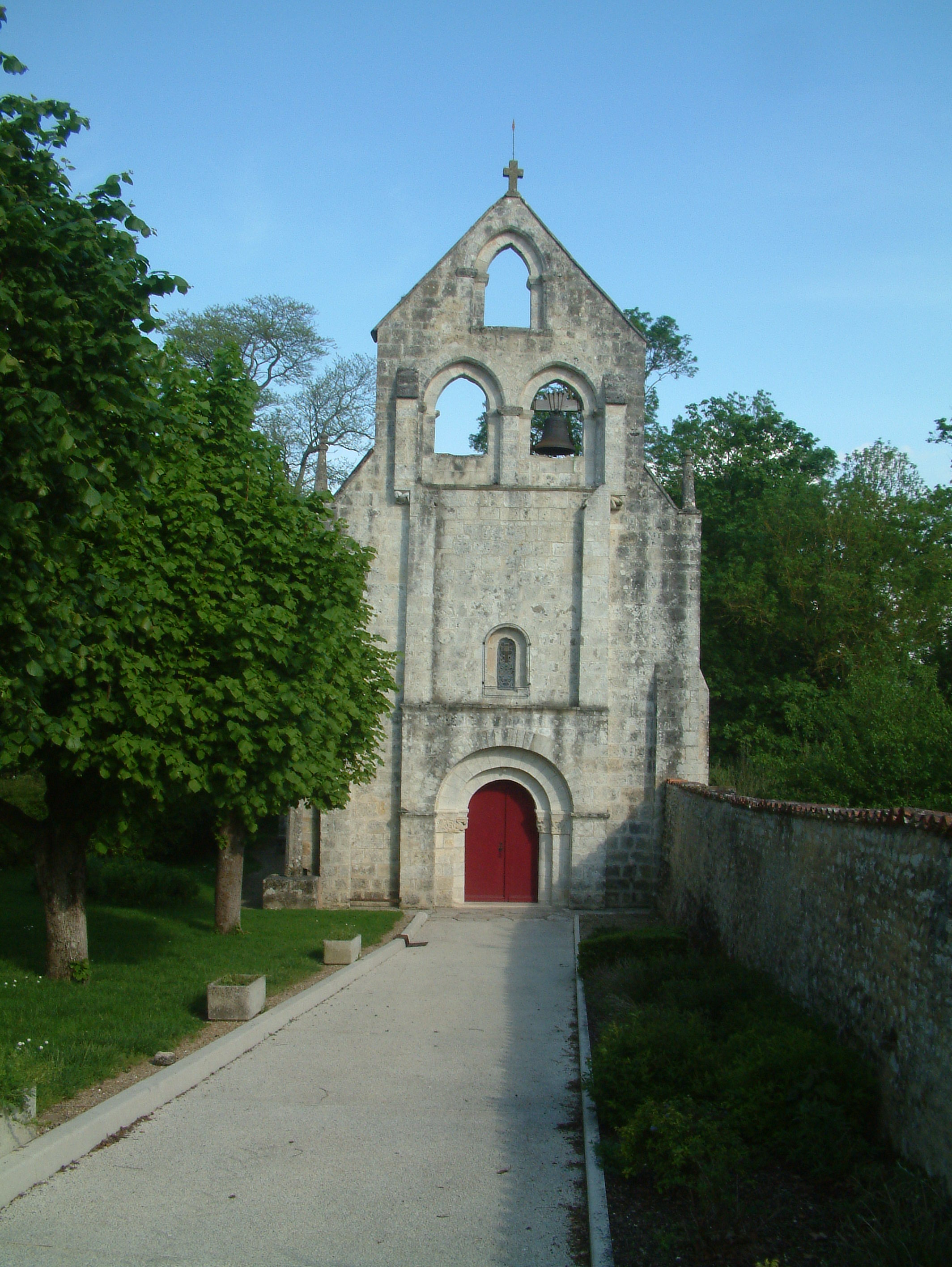
Kerk van Saint-Coutant-le-Grand

## Geografie
De oppervlakte van Saint-Coutant-le-Grand bedraagt 12,7 km², de bevolkingsdichtheid is 24,3 inwoners per km².
De onderstaande kaart toont de ligging van Saint-Coutant-le-Grand met de belangrijkste infrastructuur en aangrenzende gemeenten.

## Demografie
Onderstaande figuur toont het verloop van het inwonertal (bron: INSEE-tellingen).